# Aaron Ramsey
Aaron James Ramsey (/ˈræmzi/; sinh ngày 26 tháng 12 năm 1990) là một cầu thủ bóng đá chuyên nghiệp người xứ Wales hiện đang thi đấu ở vị tri tiền vệ cho câu lạc bộ Liga MX UNAM và là đội trưởng của đội tuyển bóng đá quốc gia xứ Wales.
Ramsey có mặt trong đội hình trẻ của câu lạc bộ Cardiff, dành 8 năm chơi bóng với tổng cộng 22 trận thi đấu cho câu lạc bộ này. Sau đó, anh chuyển tới Arsenal vào năm 2008 với mức phí chuyển nhượng 5 triệu bảng, và nhanh chóng được đôn lên đội một. Tuy nhiên, sự nghiệp bóng đá của anh bị gián đoạn bởi chấn thương gãy chân trong trận đấu với Stoke City vào tháng 2 năm 2010. Sau 2 lần cho mượn tới Nottingham Forest và Cadiff City, anh trở về Arsenal và trở thành cầu thủ thường xuyên đá chính trong mùa giải 2011-2012. Ramsey là cầu thủ xuất sắc của Arsenal trong mùa giải 2013–2014, ghi tổng số 16 bàn thắng trên mọi mặt trận, bao gồm bàn thắng quyết định đem lại chức vô địch Cúp FA 2014 cho Arsenal trước Hull City.
Ramsey có trận ra mắt quốc tế trọn vẹn cho đội tuyển xứ Wales vào năm 2008, và là thành viên trong hành trình tiến tới vòng bán kết của đội tuyển tại UEFA Euro 2016, cũng như đưa đội tuyển tham dự UEFA Euro 2020 và FIFA World Cup 2022. Anh còn đại diện cho đội tuyển Anh Quốc tham dự môn bóng đá nam tại Thế vận hội Mùa hè 2012.

## Tiểu sử
Khi còn nhỏ, Ramsey theo học trường nhiều cấp học Ysgol Gyfun Cwm Rhymni tại Caerphilly County Borough. Lần đầu tiên anh được giới thiệu với bóng đá là năm 11 tuổi, khi anh tham dự một buổi tập của Urdd tại Caerphilly. Trước khi đến với bóng đá, anh từng là một cầu thủ bóng bầu dục và vận động viên điền kinh. Thời còn đi học anh chơi ở vị trí tiền vệ cánh cho chương trình phát triển thiếu niên của Caerphilly R.F.C.s, nơi anh được tiếp cận bởi các tuyển trạch viên từ đội bóng bầu dục St Helens, nơi anh đa chơi một trận đấu của đội trẻ với họ, nhưng sau đó anh lại quyết định ký hợp đồng với Học viện Cardiff City. Ramsey còn là nhà vô địch của nội dung ba môn phối hợp của Liên đoàn điền kinh cấp trường xứ Wales năm 2005 và được xếp thứ tư tại Vương quốc Anh trong nhóm tuổi dưới 17 năm 2006. Anh sống cùng cha mẹ là Marlene và Kevin, và anh trai Josh, cho đến khi chuyển đến London làm bạn cùng phòng với đồng đội cũ tại Cardiff Chris Gunter, người sau đó chơi cho Tottenham Hotspur. Ramsey nói được cả hai thứ tiếng: tiếng Wales và tiếng Anh.

## Sự nghiệp

### Cardiff City

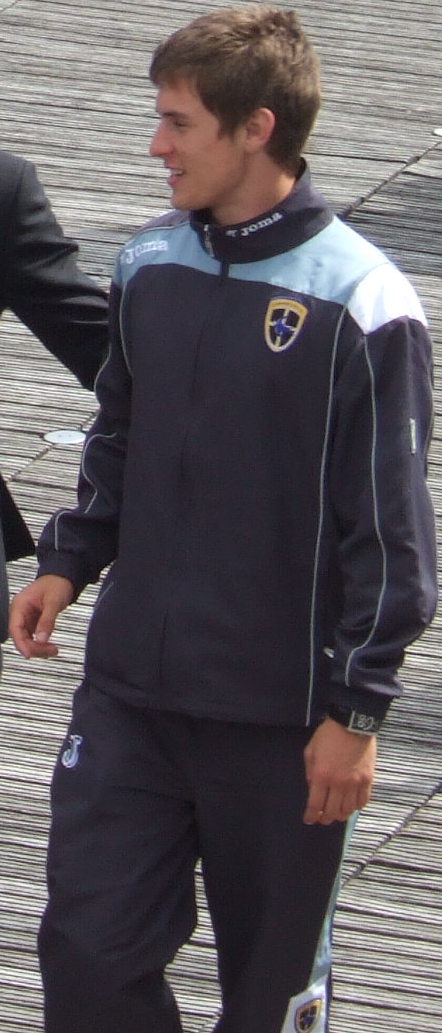
Ramsey tại Cardiff City năm 2008.

Sau khi gây được ấn tượng trong một giải đấu mang tên Urdd Gobaith Cymru dành cho các cầu thủ trẻ của xứ Wales, Ramsey đã ký hợp đồng với Cardiff City, đội bóng đã vượt qua Newcastle United để có được anh. Cũng như các học sinh khác, năm 8 tuổi Ramsey bắt đầu theo học tại hệ thống đào tạo cầu thủ trẻ của Cardiff City. Trận ra mắt chính thức của Aaron Ramsey là ngày 28 tháng 4 năm 2007, trong trận đấu với Hull City, anh được vào sân thay cho Paul Parry ở phút cuối cùng. Ramsey chính thức trở thành cầu thủ trẻ nhất chơi cho Cardiff City, lúc đó là 16 tuổi 124 ngày, đánh bại kỉ lục trước đó của John Toshack. Vào tháng 6 năm 2007, Cardiff City đã từ chối một lời đề nghị hỏi mua Ramsey với giá 1 triệu bảng từ một câu lạc bộ giấu tên tại London, thuộc giải Ngoại Hạng Anh, tuy thương vụ không thành nhưng họ cho biết thêm sẽ vẫn theo dõi Ramsey sát sao và có thể mua anh trong mùa giải Giải bóng đá 2007-2008. Cardiff cũng từ chối lời đề nghị 1 triệu bảng từ Everton.
"Rambo" - biệt danh các fan của Cardiff City gọi anh khi lần đầu tiên anh được ra sân ngày 6 tháng 10 mùa giải 2007-2008 thay cho Jimmy Floyd Hasselbaink trong trận thắng Burnley với tỉ số 2-1. Ramsey đã ký hợp đồng chuyên nghiệp đầu tiên của mình vào tháng 12 năm 2007 và chính thức đá chuyên nghiệp cho Cardiff vào ngày 5 tháng 1 năm 2008 tại FA Cup trong trận đá với Chasetown, vào sân thay cho Stephen McPhail. Anh tiếp tục gây ấn tượng mạnh trong trận đá lại sau đó khi là người đá hay nhất trận đấu đó với một bàn thắng ghi được ở phút 60, nâng tỉ số lên 2-1. Ramsey được đề cử giải cầu thủ xuất sắc nhất vòng đấu, nhưng cuối cùng lại không vượt qua được Michael Mifsud của Coventry. Ngày 26 tháng 4, anh ghi bàn thắng đầu tiêu của mình tại giải đấu trong trận hoà 3–3 với Burnley. Anh góp mặt trong đội hình xuất phát lần đầu tiên 3 tuần sau đó trong trận thắng 3–1 với Queens Park Rangers và có mặt trong đội hình xuất phát thường xuyên hơn sau đó. Ramsey đã ra sân tổng cộng 22 lần trong mùa giải đầu tiên thi đấu chuyên nghiệp cho câu lạc bộ. Thi đấu 6 trận tại FA Cup, trong đó có trận chung kết, trở thành cầu thủ trẻ thứ hai sau Curtis Weston chơi trong trận chung kết Cúp FA 2004 cho Millwall.
Sau màn trình diễn ấn tượng của Ramsey trong chiến thắng 2-1 ở trận tứ kết cúp FA trước Middlesbrough, có thông tin tiết lộ rằng huấn luyện viên của Manchester United Alex Ferguson đã nói chuyện với huấn luyện viên của Cardiff Dave Jones để hỏi về Ramsey, người sau đó cũng được Arsenal và Everton hỏi mua. Thực tế Ramsey đã làm tăng lượng cổ động viên Manchester United đáng kể, nhưng cuối cùng anh lại quyết định không gia nhập đội bóng này. Chủ tịch của Cardiff Peter Ridsdale nói trên BBC rằng Arsenal đã đưa ra lời đề nghị 5 triệu bảng và đã được chấp thuận. Bản hợp đồng với Arsenal không đi kèm điều khoản cho mượn mà sẽ cho phép Ramsey ở lại Cardiff thêm một mùa giải nữa. Trợ lý huấn luyện viên của Cardiff City và cựu cầu thủ - huấn luyện viên Arsenal Terry Burton đã tiến cử anh đến huấn luyện viên của Arsenal Arsène Wenger sau khi có một mối quan hệ lâu dài với câu lạc bộ. Trong cuộc đàm phán chuyển nhượng, Burton còn khuyên Ramsey nên gia nhập Arsenal, chỉ ra sự tương đồng giữa cầu thủ và phong cách chơi tổng lực của câu lạc bộ.

### Arsenal

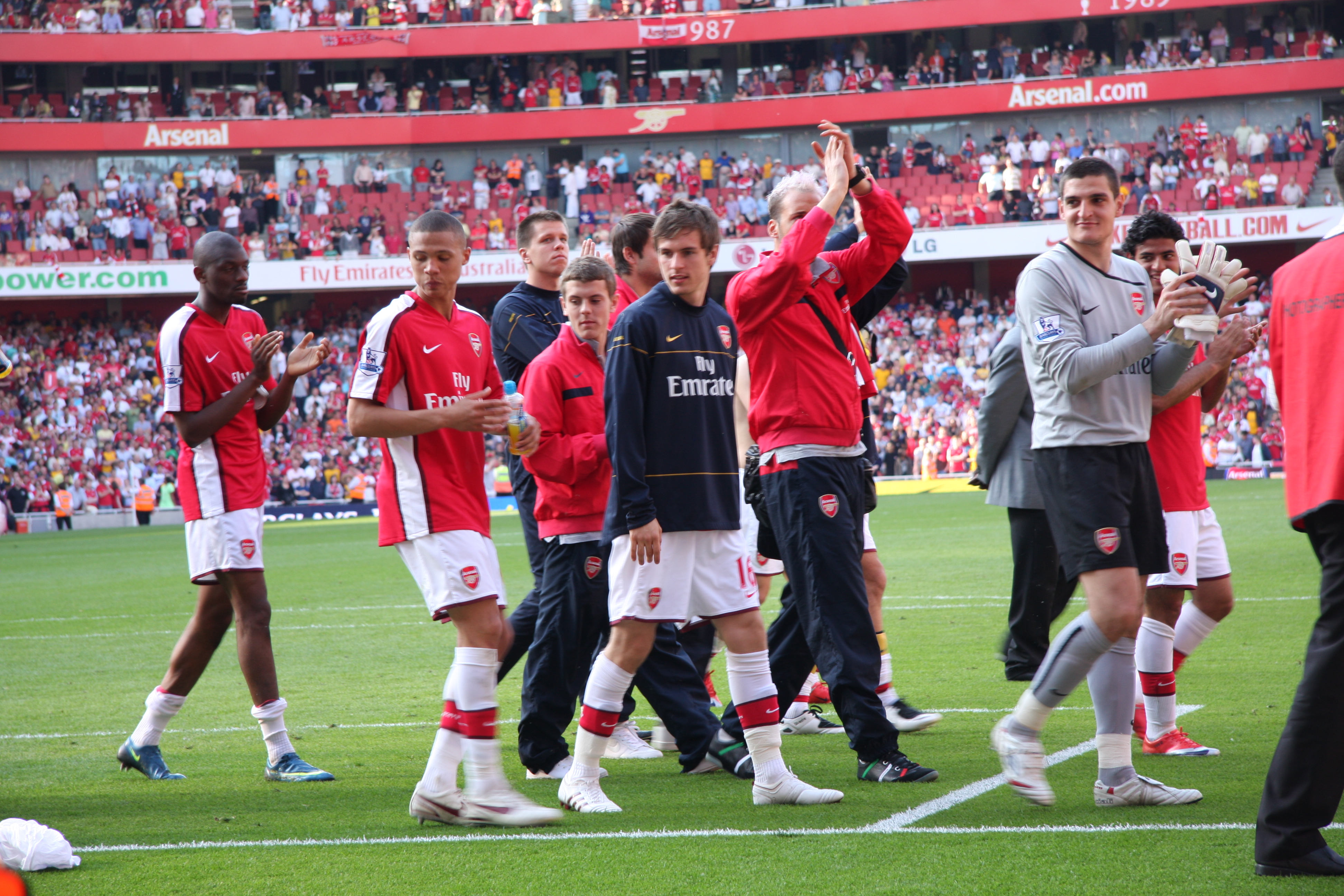
Ramsey (trong màu áo xanh tối) vào cuối mùa 2008–09.

Ngày 10 tháng 6 năm 2008, có thông tin xác nhận rằng sau những cuộc gặp gỡ người đại diện từ Arsenal, Everton và Manchester United, Ramsey đã quyết định gia nhập Arsenal, đội trả tổng cộng 4.8 triệu bảng cho cầu thủ này. Vụ chuyển nhượng hoàn tất vào ngày 13 tháng 6 năm 2008 với một bản hợp đồng dài hạn. Lý do chính anh chọn Arsenal trước những đội bóng theo đuổi chữ ký của anh là bởi cách tiếp cận của huấn luyện viên Arsenal Arsène Wenger, người đã bay đến Thụy Sĩ để nói chuyện về những kế hoạch Wenger dành cho anh cũng như tương lai tiềm năng với Pháo thủ. Wenger miêu tả Ramsey là "một cầu thủ với năng lượng tuyệt vời, tổ chức tốt, kĩ thuật và nhãn quan tốt".
Trận đấu ra mắt của Ramsey cho Arsenal diễn ra vào ngày 13 tháng 8 năm 2008 tại vòng sơ loại thứ 3 Champion League với đối thủ là FC Twente. Trận ra mắt đầu tiên của anh tại giải Ngoại hạng diễn ra một tháng sau trước Blackburn Rovers vào ngày 13 tháng 9 năm 2008. Anh đánh dấu cột mốc này với pha kiến tạo cho Emmanuel Adebayor trong bàn thắng thứ ba và thứ tư của Arsenal. Ngày 23 tháng 9 năm 2008 anh chơi trọn 90 phút tại trận đấu vòng ba Cúp liên đoàn trước Sheffield United, nơi anh có thêm hai pha kiến tạo nữa cho Nicklas Bendtner và Carlos Vela lập công, giúp Arsenal thắng đậm 6-0. Anh ghi bàn thắng đầu tiên cho câu lạc bộ trong chiến thắng sân khách 5-2 trước Fenerbahçe tại vòng bảng UEFA Champions League với một cú sút xa uy lực vào cầu môn, trở thành cầu thủ trẻ thứ năm ghi bàn tại lịch sử Champions League, và là cầu thủ thứ hai sinh trong thập niên 1990 ghi một bàn thắng tại Champions League. Ramsey có tên trong một số cầu thủ trẻ được kì vọng tỏa sáng trong năm 2009 của Fifa.com. Ngày 1 tháng 7 năm 2009, anh ký một bản hợp đồng dài hạn với câu lạc bộ.

#### Nottingham Forest (cho mượn)
Ramsey được đem cho mượn đến Nottingham Forest vào ngày 25 tháng 11 năm 2010 đến 3 tháng 1 năm 2011. Vụ chuyển nhượng này nhằm mục đích thi đấu cọ xát cho anh. Ramsey có trận ra mắt cho Forest ngày 29 tháng 11 năm 2010 khi vào sân thay người ở phút 61 trong trận gặp Leicester City. Anh có trận đầu tiên gặp Derby County trong trận Derby Đông Midland và chơi trong 60 phút. Trận đấu kết thúc với chiến thắng 5-2 cho Nottingham Forest. Do điều kiện thời tiết bất lợi, Ramsey được giảm xuống còn năm trận chơi cho Forest trước khi trở về Arsenal vào tháng 1 năm 2011. Ngày 5 tháng 1 năm 2011, Ramsey trở lại Arsenal trước khi câu lạc bộ gặp Leeds United tại Cúp FA, trận đấu mà anh phải ngồi dự bị.. Ramsey tiếp tục ngồi dự bị tại Portman Road vào ngày 12 tháng 1 trong trận bán kết Cúp Liên đoàn đối đầu Ipswich Town.

#### Cardiff (cho mượn)
— Huấn luyện viên Cardiff Dave Jones nói về sự trở lại của Ramsey dưới dạng cho mượn về câu lạc bộ
Ramsey trở lại Cardiff City với bản hợp đồng cho mượn một tháng nhằm thi đấu tích lũy kinh nghiệm, gia nhập đội bóng cũ cùng cựu cầu thủ trẻ Arsenal Jay Emmanuel-Thomas vào tháng 1 năm 2011. Ramsey có trận đầu tiên chơi cho Cardiff kể từ khi trở lại gặp Reading.. Ramsey một lần nữa chơi cho Cardiff trong trận Derby Nam xứ Wales đối đầu Swansea City, nơi anh có một pha kiến tạo Craig Bellamy lập công đem về chiến thắng tối thiểu 1-0. Ramsey tiếp tục chơi trọn vẹn 90 phút cho Cardiff trong trận gặp Scunthorpe United và Burnley. Một chấn thương căng cơ đùi nhẹ khiến Ramsey không thể góp mặt trong trận gặp Nottingham Forest. Anh có màn trở lại trong trận đấu với Leicester City và ghi bàn trong chiến thắng 2-0 của đội bóng.

#### 2010-11
— Ramsey với bàn thắng đầu tiên trong mùa 2010–11
Ramsey có màn tái xuất cho Arsenal khi vào sân thay người trong trận thua 2-0 trước Manchester United tại cúp FA. Anh có trận đầu tiên kể từ sau chấn thương cho Arsenal vào ngày 19 tháng 3 trong trận hòa 2-2 trước West Bromwich Albion. Ngày 1 tháng 5, anh ghi bàn thắng đầu tiên trong mùa giải trong trận thắng sân nhà 1-0 trước Manchester United tại giải Ngoại hạng Anh. Anh cũng giành giải cầu thủ xuất sắc nhất trận đấu. Tiền vệ người xứ Wales có tổng cộng bảy lần ra sân cho Pháo thủ trong mùa 2010-11.

#### 2011-12
Ngày 16 tháng 8 năm 2011, Ramsey chơi trận đầu tiên tại Champions League trong mùa giải trên sân nhà trước đối thủ Udinese. Ở phút thứ tư của trận đấu anh kiến tạo cho Theo Walcott lập công giúp Arsenal thắng 1-0 trong trận lượt đi vòng play-off. Bốn ngày sau anh chơi một trận đấu tại giải quốc nội trên sân vận động Emirates trước Liverpool. Ở phút thứ 78, nỗ lực phá bóng của Ignasi Miquel làm bóng đập vào Ramsey và lốp bóng ngược vào khung thành của Wojciech Szczęsny tạo nên pha phản lưới nhà. Trận đấu kết thúc với chiến thắng 2-0 cho Liverpool.
Ngày 19 tháng 10 năm 2011, anh ghi bàn thắng ở phút bù giờ đầy kịch tính, đem lại thắng lợi 1-0 trước Marseille trong trận đấu quan trọng tại vòng bảng Champions League. Ngày 23 tháng 10 năm 2011, anh kiến tạo cho Gervinho ghi bàn thắng đầu tiên trong trận thắng 3-1 trước Stoke City cho Pháo thủ. Ngày 11 tháng 2 năm 2012, anh ghi bàn gỡ hòa trong trận thắng sân khách 2-1 với Sunderland.

#### 2012-13
Ramsey vào sân từ băng ghế dự bị trong bốn trận đầu tiên của Arsenal trong mùa 2012-13. Ngày 15 tháng 9, anh vào thay Francis Coquelin và tạo điểm nhấn bằng việc lập công ở bàn thắng thứ năm của Pháo thủ trong thắng lợi đậm 6-1 trước Southampton. Ngày 23 tháng 9, anh có trận lượt đi của mùa giải đối đầu đương kim vô địch Manchester City, gây ấn tượng ở vị trí hành lang cánh phải. Ngày 3 tháng 10, Ramsey lập công bằng cú sút chân phải trong chiến thắng 3-1 trước Olympiacos tại vòng bảng Champions League.

#### 2013-14

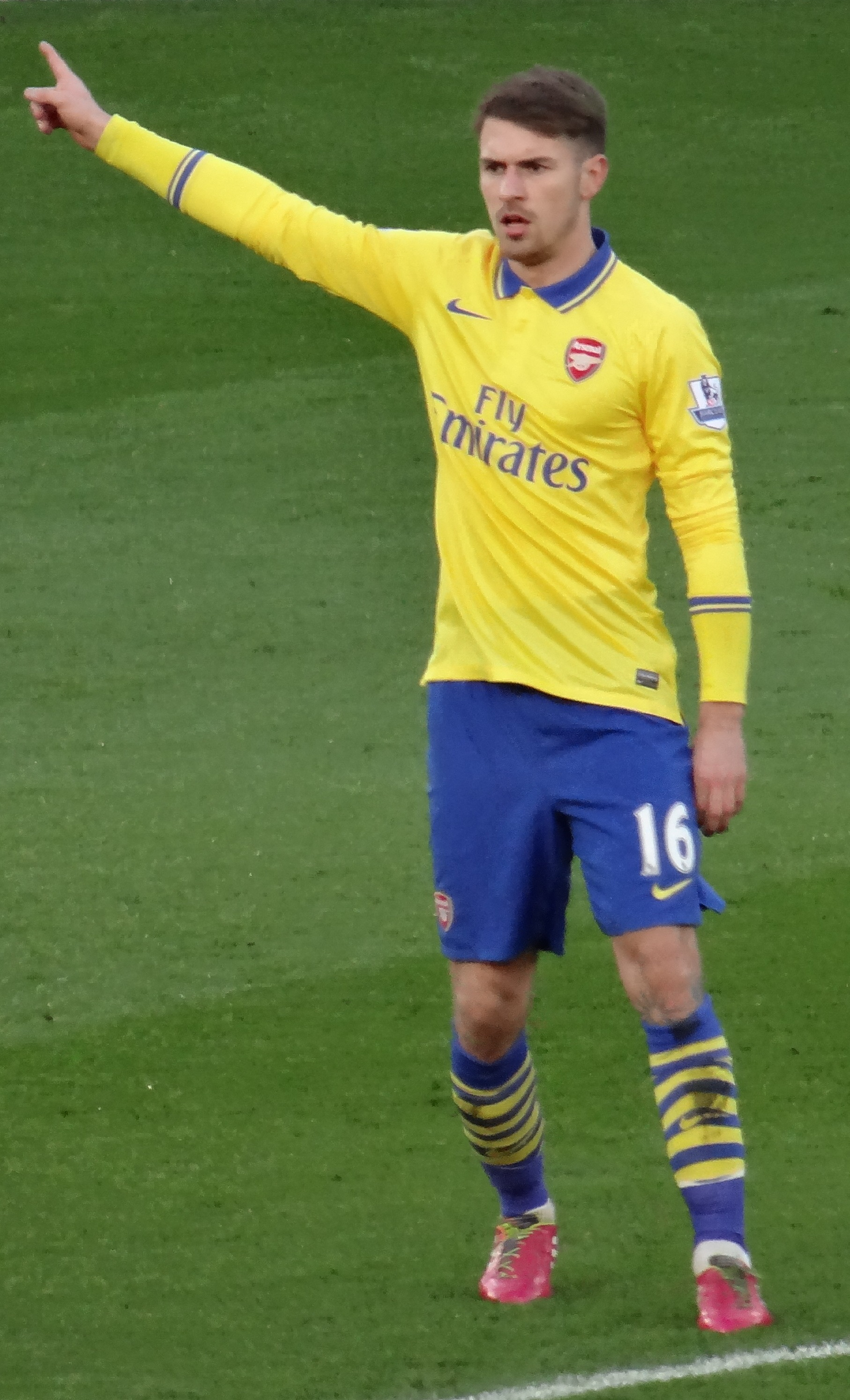
Ramsey đối đầu với đội bóng cũ Cardiff City tại giải Ngoại hạng năm 2013.

Ramsey bắt đầu mùa 2013-14 khá tốt, anh ghi bàn ở trận play-off Champions League lượt đi với Fenerbahçe và đoạt danh hiệu Cầu thủ xuất sắc nhất trận. Ở trận lượt về, Ramsey lập cú đúp trong chiến thắng chung cuộc 5-0 và đưa Arsenal tiến vào vòng bảng. Ramsey tiếp tục phong độ chói sáng trong chiến thắng 3-1 trước Fulham tại vòng hai của giải Ngoại hạng, giúp Olivier Giroud đầu tiên sau nhiều trận tịt ngòi và đoạt danh hiệu Cầu thủ xuất sắc nhất trận. Sự vắng mặt của Mikel Arteta ở hàng tiền vệ của Arsenal khiến Arsène Wenger phải đẩy Ramsey xuống vị trí tiền vệ lùi trái ngược với mùa 2011-12, và anh đã thích ứng rất nhanh trong vai trò mới, với một màn trình diễn đầy cảm hứng trong trận Derby Bắc Luân Đôn với Tottenham Hotspur vào ngày 2 tháng 9, nơi anh tham gia vào việc kiến thiết nên bàn thắng của Giroud. Anh tiếp tục lập cú đúp trước Sunderland vào ngày 14 tháng 9, với bàn thắng đầu tiên là một pha vô-lê một chạm, và bàn thứ hai kết thúc với pha phối hợp cùng Giroud và bản hợp đồng mới Mesut Özil.

#### 2014-15
Ramsey khởi đầu mùa 2014-15 bằng bàn thắng thứ hai của Arsenal trong chiến thắng 3-0 của đội trước Manchester City tại Siêu cúp Anh vào ngày 10 tháng 8. Sáu ngày sau, trong trận đầu tiên của đội tại giải Ngoại hạng trong mùa giải mới, trên sân nhà tiếp đón Crystal Palace, anh ghi bàn ở phút bù giờ đảm bảo chiến thắng ngược dòng 2-1 cho Pháo thủ. Ngày 19 tháng 8, ở trận playoff lượt đi Champions League của Arsenal trên sân khách của Beşiktaş, anh bị đuổi khỏi sân vì thẻ vàng thứ hai trong trận hòa không bàn thắng. Bốn ngày sau, anh lập công trong trận hòa 2-2 tại Goodison Park trước Everton.

#### 2015-16
Ramsey ghi bàn thắng đầu tiên trong mùa 2015-16 trong chiến thắng 3-0 trước Watford vào ngày 17 tháng 10 tại Vicarage Road. Ngày 8 tháng 3, Ramsey dính chấn thương đùi trong chiến thắng sân khách 4-0 trước Hull City tại trận đá lại cúp FA và phải ngồi ngoài năm tuần.

#### 2016-17
Sau sự ra đi của Mikel Arteta, Ramsey được trao chiếc áo số 8 trong mùa bóng mới.

## Sự nghiệp quốc tế
Ramsey có lần đầu nếm trải hương vị quốc tế khi anh được triệu tập lên đội U17 năm 2005. Là một phần của làn sóng trẻ tài năng xứ Wales từ đội trẻ xứ Wales, anh ra mắt đội U21 vào ngày 21 tháng 8 năm 2007 trong chiến thắng sân khách 4-3 trước U21 Thụy Điển chỉ vài tháng trước ngày sinh nhật thứ 17 của mình, phá vỡ kỷ lục của đồng đội cũ tại câu lạc bộ Chris Gunter. Huấn luyện viên đội trẻ Brian Flynn tiết lộ rằng Ramsey đã được cố ý giữ lại tại đội U21 để tham dự Giải vô địch U21 châu Âu 2009, nhưng họ lại để thua đội U21 Anh trong trận playoff, nơi Ramsey tự mình ghi bàn với pha vô lê bằng chân không thuận ở trận lượt về tại Villa Park.
Ngày 1 tháng 6 năm 2016, Ramsey được huấn luyện viên Chris Coleman triệu tập tham dự Euro 2016 diễn ra tại Pháp. Tại giải đấu này, anh chỉ có một bàn thắng duy nhất của giải đấu này trong trận đấu gặp Nga mà đội tuyển của anh giành chiến thắng chung cuộc với tỉ số 3-0. Kết quả này giúp cho đội tuyển xứ Wales giành vị trí đầu bảng B với 6 điểm, kém Anh 1 điểm. Đội tuyển xứ Wales bất ngờ lọt vào bán kết Euro 2016 trước khi để thua Bồ Đào Nha (đội sau đó đăng quang) với tỉ số 0-2. Kết thúc giải đấu, anh được UEFA xướng tên nằm trong đội hình tiêu biểu nhất của giải đấu.

## "Lời nguyền Aaron Ramsey"
Kể từ năm 2011, Ramsey liên quan đến một lời nguyền bí ẩn gọi là "Hiệu ứng Ramsey", nghĩa là mỗi lần anh ghi bàn sẽ có một người nổi tiếng nào đó qua đời, qua đó gắn anh với biệt danh "Thần chết" Ramsey. Nạn nhân đầu tiên của lời nguyền này là Osama bin Laden, người bị giết vào ngày 2 tháng 5 năm 2011. Trớ trêu thay, bin Laden lại là fan của Arsenal. Ngày sau khi anh ghi bàn thắng duy nhất trong trận Arsenal thắng 1-0 trước Manchester United tại giải Ngoại hạng. Trong bàn thắng kế tiếp của anh vào lưới Tottenham vào ngày 2 tháng 10, người sáng lập Apple Steve Jobs qua đời ba ngày sau đó. Ngày 19 tháng 10, Ramsey ra sân để lập công vào lưới Marseille tại Champions League và thủ lĩnh Libya Muammar Gaddafi bị giết trong ngày kế tiếp. Ngày 11 tháng 2 năm 2012, Ramsey một lần nữa ra sân để ghi bàn cuối cùng trong mùa 2011-12 để cân bằng tỉ số trong chiến thắng 2-1 trước Sunderland. Ngay sau ngày hôm đó, ca sĩ người Mỹ Whitney Houston được phát hiện đã chết. Bốn cái chết này khiến báo Daily Mail đăng tải một câu chuyện về cách Ramsey được tin tham gia vào những sự kiện này theo một cách nào đó.
"Lời nguyền" tiếp tục trở lại vào cuối tháng 8 năm 2013 khi Ramsey lập cú đúp trong chiến thắng 2-0 của Arsenal tại Champions League trước Fenerbahçe; người phỏng vấn David Frost và nhà thơ người Ireland Seamus Heaney lần lượt qua đời ba và bốn ngày sau đó. Một vài người nổi tiếng qua đời khác đều liên quan đến hiệu ứng Ramsey bao gồm diễn viên Paul Walker, diễn viên hài Robin Williams và diễn viên, nhà làm phim Richard Attenborough. David Bowie đã qua đời ngay sau khi Ramsey lập công giúp Arsenal thắng Sunderland 3-1, và nam diễn viên Alan Rickman cũng qua đời vào ngày 14 tháng 1 năm 2016, trong đêm trước khi Ramsey ghi bàn trong trận hòa 3-3 với Liverpool.
Ramsey chưa bao giờ nói công khai về hiệu ứng Ramsey cho đến tháng 8 năm 2015. Trong cuộc phỏng vấn với tạp chí Sport, anh nói, "Lời đồn nực cười nhất tôi từng nghe là có người chết sau khi tôi ghi bàn. Đã có vô số dịp mà tôi ghi bàn và có ai đó chết. Đó chỉ là lời đồn điên khùng. Mặc dù tôi cũng loại bỏ một vài nhân vật phản diện!".

## Thống kê sự nghiệp

### Câu lạc bộ
Tính đến ngày 18 tháng 5 năm 2022.
| CLB                      | Mùa                 | VĐQG                | VĐQG | VĐQG | FA Cup | FA Cup | League Cup | League Cup | Châu Âu | Châu Âu | Khác | Khác | Tổng | Tổng |
| CLB                      | Mùa                 | Hạng                | Trận | Bàn  | Trận   | Bàn    | Trận       | Bàn        | Trận    | Bàn     | Trận | Bàn  | Trận | Bàn  |
| ------------------------ | ------------------- | ------------------- | ---- | ---- | ------ | ------ | ---------- | ---------- | ------- | ------- | ---- | ---- | ---- | ---- |
| Cardiff City             | 2006–07             | Championship        | 1    | 0    | 0      | 0      | 0          | 0          | —       | —       | —    | —    | 1    | 0    |
| Cardiff City             | 2007–08             | Championship        | 15   | 1    | 5      | 1      | 1          | 0          | —       | —       | —    | —    | 21   | 2    |
| Cardiff City             | Tổng                | Tổng                | 16   | 1    | 5      | 1      | 1          | 0          | —       | —       | —    | —    | 22   | 2    |
| Arsenal                  | 2008–09             | Premier League      | 9    | 0    | 4      | 0      | 3          | 0          | 6       | 1       | —    | —    | 22   | 1    |
| Arsenal                  | 2009–10             | Premier League      | 18   | 3    | 2      | 1      | 3          | 0          | 6       | 0       | —    | —    | 29   | 4    |
| Arsenal                  | 2010–11             | Premier League      | 7    | 1    | 1      | 0      | 0          | 0          | 0       | 0       | —    | —    | 8    | 1    |
| Arsenal                  | 2011–12             | Premier League      | 34   | 2    | 3      | 0      | 0          | 0          | 7       | 1       | —    | —    | 44   | 3    |
| Arsenal                  | 2012–13             | Premier League      | 36   | 1    | 3      | 0      | 1          | 0          | 7       | 1       | —    | —    | 47   | 2    |
| Arsenal                  | 2013–14             | Premier League      | 23   | 10   | 2      | 1      | 1          | 0          | 8       | 5       | —    | —    | 34   | 16   |
| Arsenal                  | 2014–15             | Premier League      | 29   | 6    | 4      | 0      | 0          | 0          | 7       | 3       | 1    | 1    | 41   | 10   |
| Arsenal                  | 2015–16             | Premier League      | 31   | 5    | 2      | 1      | 1          | 0          | 5       | 0       | 1    | 0    | 40   | 6    |
| Arsenal                  | 2016–17             | Premier League      | 23   | 1    | 4      | 3      | 1          | 0          | 4       | 0       | —    | —    | 32   | 4    |
| Arsenal                  | 2017–18]]           | Premier League      | 24   | 7    | 0      | 0      | 2          | 0          | 6       | 4       | 0    | 0    | 32   | 11   |
| Arsenal                  | 2018–19             | Premier League      | 28   | 4    | 2      | 0      | 3          | 0          | 7       | 2       | —    | —    | 40   | 6    |
| Arsenal                  | Tổng                | Tổng                | 262  | 40   | 27     | 6      | 15         | 0          | 63      | 17      | 2    | 1    | 369  | 64   |
| Nottingham Forest (mượn) | 2010–11             | Championship        | 5    | 0    | —      | —      | —          | —          | —       | —       | —    | —    | 5    | 0    |
| Cardiff City (mượn)      | 2010–11             | Championship        | 6    | 1    | —      | —      | —          | —          | —       | —       | —    | —    | 6    | 1    |
| Juventus                 | 2019–20             | Serie A             | 24   | 3    | 4      | 0      | —          | —          | 6       | 1       | 1    | 0    | 35   | 4    |
| Juventus                 | 2020–21             | Serie A             | 22   | 2    | 1      | 0      | —          | —          | 7       | 0       | 0    | 0    | 30   | 2    |
| Juventus                 | 2021–22             | Serie A             | 3    | 0    | 0      | 0      | —          | —          | 2       | 0       | 0    | 0    | 5    | 0    |
| Juventus                 | Tổng                | Tổng                | 49   | 5    | 5      | 0      | —          | —          | 15      | 1       | 1    | 0    | 70   | 6    |
| Rangers (mượn)           | 2021–22             | Premiership         | 7    | 2    | 3      | 0      | —          | —          | 3       | 0       | —    | —    | 13   | 2    |
| Tổng cộng sự nghiệp      | Tổng cộng sự nghiệp | Tổng cộng sự nghiệp | 345  | 49   | 40     | 7      | 16         | 0          | 81      | 18      | 3    | 1    | 485  | 75   |

1. 1 2 3 4 5 6 7 8 9 10 11  UEFA Champions League
2. 1 2  FA Community Shield
3. 1 2 3  UEFA Europa League
4. ↑  Supercoppa Italiana

### Đội tuyển quốc gia
Tính đến ngày 11 tháng 9 năm 2023
| Đội tuyển bóng đá quốc gia Wales | Đội tuyển bóng đá quốc gia Wales | Đội tuyển bóng đá quốc gia Wales |
| Năm                              | Số lần ra sân                    | Số bàn thắng                     |
| -------------------------------- | -------------------------------- | -------------------------------- |
| 2008                             | 1                                | 0                                |
| 2009                             | 10                               | 2                                |
| 2010                             | 0                                | 0                                |
| 2011                             | 9                                | 3                                |
| 2012                             | 5                                | 0                                |
| 2013                             | 5                                | 3                                |
| 2014                             | 2                                | 0                                |
| 2015                             | 6                                | 2                                |
| 2016                             | 7                                | 1                                |
| 2017                             | 7                                | 2                                |
| 2018                             | 6                                | 1                                |
| 2019                             | 2                                | 2                                |
| 2020                             | 1                                | 0                                |
| 2021                             | 11                               | 4                                |
| 2022                             | 8                                | 0                                |
| 2023                             | 6                                | 1                                |
| Tổng cộng                        | 84                               | 21                               |

### Bàn thắng quốc tế

#### Đội tuyển Wales
| #   | Ngày                 | Địa điểm                                     | Đối thủ          | Bàn thắng | Kết quả | Giải đấu                      |
| --- | -------------------- | -------------------------------------------- | ---------------- | --------- | ------- | ----------------------------- |
| 1.  | 14 tháng 10 năm 2009 | Sân vận động Rheinpark, Vaduz, Liechtenstein | Liechtenstein    | 2–0       | 2–0     | Vòng loại FIFA World Cup 2010 |
| 2.  | 14 tháng 11 năm 2009 | Sân vận động Cardiff City, Cardiff, Wales    | Scotland         | 3–0       | 3–0     | Giao hữu                      |
| 3.  | 27 tháng 5 năm 2011  | Sân vận động Aviva, Dublin, Ireland          | Bắc Ireland      | 1–0       | 2–0     | Giao hữu                      |
| 4.  | 2 tháng 9 năm 2011   | Sân vận động Cardiff City, Cardiff, Wales    | Montenegro       | 2–0       | 2–1     | Vòng loại UEFA Euro 2012      |
| 5.  | 7 tháng 10 năm 2011  | Sân vận động Liberty, Swansea, Wales         | Thụy Sĩ          | 1–0       | 2–0     | Vòng loại UEFA Euro 2012      |
| 6.  | 22 tháng 3 năm 2013  | Hampden Park, Glasgow, Scotland              | Scotland         | 1–1       | 2–1     | Vòng loại FIFA World Cup 2014 |
| 7.  | 6 tháng 9 năm 2013   | Philip II Arena, Skopje, Bắc Macedonia       | Bắc Macedonia    | 1–1       | 1–2     | Vòng loại FIFA World Cup 2014 |
| 8.  | 15 tháng 10 năm 2013 | Sân vận động Nhà vua Baudouin, Brussels, Bỉ  | Bỉ               | 1–1       | 1–1     | Vòng loại FIFA World Cup 2014 |
| 9.  | 28 tháng 3 năm 2015  | Sân vận động Sammy Ofer, Haifa, Israel       | Israel           | 1–0       | 3–0     | Vòng loại UEFA Euro 2016      |
| 10. | 13 tháng 10 năm 2015 | Sân vận động Cardiff City, Cardiff, Wales    | Andorra          | 1–0       | 2–0     | Vòng loại UEFA Euro 2016      |
| 11. | 20 tháng 6 năm 2016  | Sân vận động Thành phố, Toulouse, Pháp       | Nga              | 1–0       | 3–0     | UEFA Euro 2016                |
| 12. | 11 tháng 6 năm 2017  | Sân vận động Sao Đỏ, Belgrade, Serbia        | Serbia           | 1–0       | 1–1     | Vòng loại FIFA World Cup 2018 |
| 13. | 5 tháng 9 năm 2017   | Sân vận động Zimbru, Chişinău, Moldova       | Moldova          | 2–0       | 2–0     | Vòng loại FIFA World Cup 2018 |
| 14. | 6 tháng 9 năm 2018   | Sân vận động Cardiff City, Cardiff, Wales    | Cộng hòa Ireland | 3–0       | 4–1     | UEFA Nations League 2018–19   |
| 15. | 19 tháng 11 năm 2019 | Sân vận động Cardiff City, Cardiff, Wales    | Hungary          | 1–0       | 2–0     | Vòng loại UEFA Euro 2020      |
| 16. | 19 tháng 11 năm 2019 | Sân vận động Cardiff City, Cardiff, Wales    | Hungary          | 2–0       | 2–0     | Vòng loại UEFA Euro 2020      |
| 17. | 16 tháng 6 năm 2021  | Sân vận động Olympic, Baku, Azerbaijan       | Thổ Nhĩ Kỳ       | 1–0       | 2–0     | UEFA Euro 2020                |
| 18. | 8 tháng 10 năm 2021  | Sân vận động Sinobo, Prague, Cộng hòa Séc    | Séc              | 1–0       | 2–2     | Vòng loại FIFA World Cup 2022 |
| 19. | 13 tháng 11 năm 2021 | Sân vận động Cardiff City, Cardiff, Wales    | Belarus          | 1–0       | 5–1     | Vòng loại FIFA World Cup 2022 |
| 20. | 13 tháng 11 năm 2021 | Sân vận động Cardiff City, Cardiff, Wales    | Belarus          | 3–0       | 5–1     | Vòng loại FIFA World Cup 2022 |
| 21. | 11 tháng 9 năm 2023  | Sân vận động Skonto, Riga, Latvia            | Latvia           | 1–0       | 2–0     | Vòng loại UEFA Euro 2024      |

#### Đội tuyển Olympic Vương quốc Anh
| #  | Ngày               | Địa điểm                                   | Đối thủ  | Bàn thắng | Kết quả | Giải đấu                |
| -- | ------------------ | ------------------------------------------ | -------- | --------- | ------- | ----------------------- |
| 1. | 4 tháng 8 năm 2012 | Sân vận động Thiên niên kỷ, Cardiff, Wales | Hàn Quốc | 1–1       | 1–1     | Thế vận hội Mùa hè 2012 |

## Danh hiệu

### Câu lạc bộ

#### Arsenal
- FA Cup: 2013–14, 2014–15, 2016–17
- FA Community Shield: 2014, 2015, 2017

#### Juventus
- Serie A: 2019–20
- Coppa Italia: 2020–21
- Supercoppa Italiana: 2020

#### Rangers
- Scottish Cup: 2021–22